# Kajęcin
Kajęcin (niem. Kainzen) – dzielnica Góry położona we wschodniej części miasta.
Pierwsza wzmianka pochodzi z 1458, gdy książę Włodko nadał zakonowi franciszkanów grunty we wsi Kajęcin z przeznaczeniem na klasztor. 11 marca 1951 decyzją Miejskiej Rady Narodowej, w nawiązaniu do uchwały Powiatowej Rady Narodowej z 1949 wieś została oficjalnie przyłączona do miasta Góra. Na terenie Kajęcina znajduje się cmentarz żołnierzy Armii Czerwonej, a także zdewastowane reklity cmentarza ewangelickiego i żydowskiego. W północnej części osiedla przy ulicy Lipowej znajduje się cmentarz komunalny.